# Средњовековна кухиња
Средњовековна кухиња укључује храну, навике исхране и методе кувања разних европских култура током средњег века, који је трајао од 5. до 15. века. Током овог периода, исхрана и кување променили су се мање него у раног модерног периода који је уследио, када су те промене помогле у полагању темеља за модерну европску кухињу. Житарице су остале најважније током раног средњег века, а рижа је уведена касније; кромпир је почео да се користи 1536. године, али у широј употреби нашао се много касније. Јечам, овас и раж јели су највише сиромашни. Брашно је било за владајуће класе. Конзумирали су га као хлеб, кашу, цицвару и тестенину сви чланови друштва. Боб и поврће били су важни додаци исхрани нижих редова заснованој на житарицама. (Пасуљ Phaseolus, данас „обични пасуљ”, води порекло из Новог света и уведен је након колумбијске размене у 16. веку.)
Месо је било скупље и стога престижније. Дивљач, облик меса до којег се долази ловом, био је уобичајен само на столовима племства. Најраспрострањеније месарско месо била је свињетина, пилетина и месо друге живине; говедина, која је захтевала веће инвестиције у земљиште, била је нешто ређа. Бакалар и харинга били су најважнији међу северним становништвом; осушени, димљени или усољени, спремали су се за унутрашње делове континента, али широк распон других слановодних и слатководних риба такође се јео.
Спор превоз и технике презервације хране (засноване на сушењу усољавању, димљењу и кисељењу) учинили су трговину већег дела намирница на велике удаљености врло скупом. Услед овога, храна племства је била склонија страном утицају него кухиња сиромашних; била је зависна од егзотичних зачина (нпр. шафран) и скупог увоза. Како је сваки ниво друштва опонашао онај изнад себе, иновације из међународне трговине и страних ратова из 12. века па надаље постепено су се распрострањивали вишом средњом класом средњовековних градова. Поред економске немогућности луксуза као што су неки зачини, декретима се законски забрањивала конзумација одређене хране у појединим друштвеним класама; сумптуарни закони ограничавали су прекомерну потрошњу међу нуво ришом. Друштвене норме исто тако су диктирале да храна радничке класе буде мање обрађена, јер се веровало да постоји природна повезаност између нечијег рада и квалитета исхране; ручни рад је захтевао ’грубљу’, сировију, простију — јефтинију храну.
Тип префињеног кувања развио се у касном средњем веку, чиме су постављени стандарди међу племством широм целе Европе. Обични зачини у високо зачињеном слатко-кисело репертоару типичном за храну средњовековне горње класе укључивали су вержус, вино и сирће у комбинацији са зачинима као што је црни бибер, шафран и ђумбир. Поменути су, уз веома широку употребу шећера и прилично мању меда, многим јелима давали слатко-кисели укус. Бадеми су били јако популарни као прогушћивач у супама, динстаном и сосовима (нарочито као бадемово млеко).

## Дијетарне норме
Кухиње култура Средоземног басена од антике су биле засноване на житарицама, поготово различитим врстама брашна. Каше, циваре и касније — хлеб, постали су основа исхране која је сачињавала главни део уноса калорија већине популације. Од 8. до 11. века, пропорција разних житарица у исхрани повећала се од отприлике трећи на три четвртине. Зависност од брашна остала је у значајној мери током средњовековне ере, а проширила се и северно успоном хришћанства. У хладинијим климама, међутим, било је мање приступачно за већину становништва и повезивало се с вишим класама. Усредсређеност на хлеб у религијским ритуалима попут евхаристије значила је да је уживао висок престиж међу намирницама. Само (маслиново) уље и вино имали су вредност која се могла поредити с његовом, али и једно и друго остали су прилично ексклузивни ван топлијих региона у којима се узгајало грожђе и маслине. Симболична улога хлеба као опскрбе и супстанце илустрована је у проповеди коју је дао свети Августин Хипонски:
Овај хлеб препричава вашу историју … Подвргнути сте вршидби брашна Господњег и вршени сте … Ишчекујући катекизам, били сте као зрно које се чува у амбару … На крстионици сте умешени у једно тесто. У пећи светог Духа печени сте у Божји прави хлеб.

### Црква
Римокатоличка, Источна православна црква и њихови календари имају великог утицаја на навике исхране; конзумација меса је била забрањена пуну трећину године свим хришћанима. Сви животињски производи, укључујући јаја и млечне производе (али не рибу), генерално су забрањени током коризме и поста. Додатно, био је обичај да сви грађани посте пре него што оду на еврхаристију. Овај пост је иначе био целодневан и захтевао је тоталну апстиненцију.
И Источна и Западна црква одредила је да гозба треба да се измењује с постом. У већем делу Европе, петак је дан за пост; пост се обављао и током других дана и периода, укључујући коризму и адвент. Месо, као и животињски производи попут млека, сира, путера и јаја, нису допуштени; само риба. Пост има сврху убијања тела и оживљавања душе, те подсећања постача на Христову жртву за човечанство. Намера није била да се нека храна представи као нечиста, него да се научи духовна лекција самоограничавања путем апстиненције. Током посебно тешких дана поста, број дневних оброка се смањује на један. Чак и да већина људи испоштује ове забране и обично учини епитимију када их наруши, постоји велики број начина заобилажења истих — конфилкт идеала и пракса коју сумаризује писац Бриџит Ен Хениш:
Природа је човека да гради најкомпликованији кавез правила и прописа у које ће да се зароби, а потом, с једнаком генијалношћу и полетом, да савија свој мозак око проблема победоносног поновног мигољења око истих. Велики пост је био изазов; игра је требало да открије рупе у закону.
Док се животињски производи избегавају током периода епитимије, прагматични компромиси често су превагнули. Дефиниција „рибе” се често проширује на морске и полуводене животиње као што су китови, шкољкасте гуске, фратеркуле и чак даброви. Избор састојака можда јесте ограничен, али то није значило да су оброци били мањи. Није било забрана против (умереног) пијења и једења слатког. Банкети који се одржавају током рибљих дана могу да буду красни и представљали су популарне прилике за сервирање илузорне хране која имитира месо, сир и јаја на разне домишљате начине; риба може да се увије тако да изгледа као срнетина, а лажна јаја могу да се направе пуњењем празних љуски јаја рибљом икром и бадемовим млеком те кувањем истих у угљу. Док су византијски црквени званичници заузимали тврдолинијски приступ и одбацивали било какво кулинарско усавршавање за клер, њихови западњачки пандани били су далеко више попустљивији. Није било недостатка чанравости око строгости поста међу лаицима. Током Великог поста, краљеви и школарци, радници и племство, сви су се жалили по питању дугог одсуства меса из исхране, тешким недељама свечаног разматрања својих греха. Током коризме, власници живине су упозоравани да држе око на гладним псима фрустрираним „тешком опсадом постом и рибљим костима”.
Тренд из 13. века па надаље био је према више легалистичкој интерпретацији поста. Племство је било пажљиво да не једе месо током дана поста, али је и даље вечерало са стилом; риба је замењивала месо, углавном као имитација шунке и сланине; бадемово млеко је замењивало животињско млеко као скупа не-млечна алтернатива; лажна јаја правила су се од бадемовог млека које се кувало у испражњеним љускама јаја, зачињавало и бојило ексклузивним зачинима. У неким случајевима, раскошност столова племства надмашивали су бенедиктински манастири, који су служили и до шеснаест јела током одређених дана поста. Изузеци од поста су се углавном правили за веома широко дефинисане групе. Тома Аквински (1225—1274) веровао је да се опроштај може да да за малу децу, старе, ходочаснике, раднике и просјаке, али не и за сиромашне све док имају неку врсту скровишта. Постоји много случајева када су чланови монашких редова избегавали рестрикције поста паметним интерпретацијама Библије. Пошто су болесни изузети од поста, често се јављало мишљење да се ограничење поста само примењује на главну област вечерања; многи бенедиктински фратри би једноставно јели своје посне оброке у такозваним мизерикордијама (у то време) а не рефекторијуму. Новододељени католички манастирски званичници настојали су да измене проблем избегавања поста не само моралним осудама, него осигуравањем да фино припремљена не-месна јела буду доступна током дана поста.

### Ограничења класе
Средњовековно друштво је било веома раслојено. У време када је глад била учестала и друштвена хијерархија углавном брутално заговарана, храна је била важан маркер социјалног статуса на начин који нема еквивалента данас у већини развијених земаља. Према идеолошкој норми, друштво се састоји из три стана царства: обични људи, односно радна класа — увелико највећа класа; клер; и племство. Однос између класа стриктно је хијерархалан, а племство и клер потражују светско и духовно надвладавање обичних људи. Унутар племства и клера био је велики број титула, од краљева до попова, војвода и бискупа и њихових подређених као што су свештеници. Очекивало се да ће појединац да остане у својој друштвеној класи и да поштује ауторитет владајућих класа. Политичка моћ се приказивала не само владањем него и показивањем богатства. Племићи су вечерали свежу храну зачињену егзотичним зачинима и сервирану на префињен начин на уређеним столовима; груби физички радници успевали су да преживе са крупним јечменим хлебом, усољеном свињетином и пасуљем; није се очекивало да показују бонтон. Чак су и дијетарне препоруке биле различите: исхрана горњих класа се сматрала приличном потребом за њихово префињено физичко стање као знак економске реалности. Систем за варење владара био је дискриминишући у односу на онај његовог рустичног подређеног, па је захтевао финију храну.
У касном средњем веку, растуће богатство трговаца средње класе значило је да ће обични људи да опонашају аристократију; овиме је настала претња за слом неких симболичних баријера између племства и нижих класа. Одговор је дошао у два облика: дидактичко књижевно упозорење о опасностима усвајања дијете неприкладне за нечију класу, те сумптуарни закони који су ограничавали раскош банкета обичних људи.

### Дијететика
Медицинска наука средњег века имала је значајног утицаја на оно шта се сматра здравим и нутритивним међу вишим класама. Животни стил појединца — укључујући исхрану, вежбање, одговарајуће друштвено понашање и одобрене медицинске лекове — био је пут до доброг здравља, а све врсте хране имале су придружена одређена својства која су утицала на здравље особе. Све намирнице су се исто тако класификовале на скалама с распоном од љутог до благог и влажног до сувог, према теорији четири телесне течности коју је предложио Гален и која је доминирала западњачком медицинском науком од касне антике па све до 17. века.
Средњовековни учењаци сматрали су људско варење налик кувању. Прерада хране у стомаку виђено је као наставак припремања хране започет кувањем. Да би се храна исправно „скувала” и нутријенти апсорбирали како треба, било је важно да се стомак напуни на одговарајући начин. Лако сварљива храна конзумира се пре градуално теже хране. Ако се ова пракса не би испоштовала, веровало се да ће тежа храна да потоне на дно стомака и тако блокира дигестивни тракт — па ће храна да се вари веома споро и изазове путрефакцију тела и повуче лоше течности у стомак. Било је од виталног значаја да се храна различитих својстава не меша једна с другом.
Пре оброка, стомак би се по могућности „отворио” аперитивом (од лат. aperire — отворити) који би углавном био топао и суве природе: посластице направљене од шећером или медом обложених зачина као што је ђумбир, ким и семенске аниса, коморача или кумина, вина и заслађених млечних напитака. Када се стомак припреми и једе, онда се „затвори” на крају оброка уз помоћ дигестива, углавном дражеје — коју су током средњег века чиниле грудвице или зачињени шећер; или хипокрас, вино зачињено фрагрантним зачинима, уз стари сир. Јело би се идеално отпочело лако сварљивим воћем, као што су јабуке. Потом би уследило поврће као што је зелена салата, купус, пурсулан, биље, влажно воће, лако место попут пилетине или козетине, са потажом и чорбом. Након овога иде „теже” месо, као што је свињетина и говедина, као и поврће и орашасти плодови, укључујући крушке и кестење који су тешко сварљиви. Било је популарно, и препоручено од медицинских стручњака, да се оброк заврши старим сиром и разнм дигестивима.
Идеална храна је била она која се најближе поклапа са течностима људских бића, тј. умерено топла и влажна. Храна се по могућности фино исече, самеље, истуче и истегне да би се постигла истинска мешавина свих састојака. За бело вино се веровало да је хладније од црвеног, а иста разлика се примењивала на црвено и бело сирће. Млеко је било умерено топло и влажно, с тим да се млеко различитих животиња разликовало. Жуманца јаја су се сматрала топлима и влажнима, а беланца хладнима и влажнима. Вешти кувари су морали да се прилагоде режиму хуморалне медицине (лат. humor — течност). Чак и ако је ово ограничавало комбинације хране коју су могли да припремају, било је и даље довољно простора за уметничке варијације главног кувара.

### Калоријска структура
Калорични садржај и структура средњовековне исхране варирали су временом, од региона до региона, те између класа. Међутим, за већину људи, исхрана је тежила ка томе да буде богата угљеним хидратима; највише се трошило на и већина калорија добијала се од житарица и алкохола (као што је пиво). Чак и ако је месо било високо цењено од стране свих, ниже класе га често нису могле приуштити, нити су имали одобрење цркве да га конзумирају сваки дан. У Енглеској 13. века, месо је чинило занемарљив удео калорија у типичној исхрани једног радника који врши жетву; како год, удео се повећао након Црне смрти и до 15. века је износио око 20% свеукупног. Чак и међу световним племством средњовековне Енглеске, жито је чинило 65—70% калорија у раном 14. веку, мада — значајна количина меса и рибе исто тако је била укључена, а конзумација меса се повећала након последица Велике смрти. У једном енглеском аристократском домаћинству из раног 15. века за које су доступни записи (они Ерла од Варвика), чланови господског сталежа у својим домаћинствима имали су запањујућих 1,7 kg (3,8 lb) одабраног меса у својим уобичајеним месним оброцима у јесен и 1,1 kg (2,4 lb) у зиму, поред 0,41 kg (0,9 lb) хлеба и 1⁄4 imp gal (1,1 L; 0,30 US gal) пива или вина (а било је по два месна оброка дневно, пет дана у седмици, осим током Поста). У домаћинству Хенрија Стафорда 1469. године, господски чланови су добијали 0,95 kg (2,1 lb) меса по оброку, а сви остали су добијали 0,47 kg (1,04 lb); свако је добијао по 0,18 kg (0,4 lb) хлеба 1,1 L; 0,30 US gal (1⁄4 imp gal) алкохола. Поврх ових количина, неки чланови ових домаћинстава (углавном мањински) јели су доручак, који није укључивао нимало меса, али је укључивао додатних 1⁄4 imp gal (1,1 L; 0,30 US gal) пива; непознате количине хлеба и пива су се конзумирале између оброка. Исхрана владара у домаћинству разликовала се у одређеној мери од ове структуре, укључујући мање црвеног меса, више висококвалитетне дивљачи, свеже рибе и воћа, те вина.
У манастирима, основна структура исхране била је у складу са Правилом Светог Бенедикта у 7. веку и дорадио га је папа Бенедикт XII 1336. године, али (како је поменуто изнад) монаси су били склони „заобилажењу” ових правила. Вино је ограничавано на око 280 mL; 9,6 US fl oz (10 imp fl oz) по дана, али није било одговарајућег лимита за пиво; у Вестминстерској опатији, сваки монах је добијао дозвољених 4,5 L; 1,2 US gal (1 imp gal) пива дневно. Месо „четвороножних животиња” је било забрањено у потпуности, током целе године, за свакога осим веома слабе и болесне људе. Ово се није поштовало једним делом проглашавајући изнутрице и разну обрађену храну као што је сланина немесним производима. Поред овога, бенедиктински манастири садржавали су просторију под називом музерикордија, где се Правило Светог Бенедикта није примењивало и где је велики број монаха јео. Сваки монах би редовно био послат или у мизерикордију или у рефекторијум. Када је папа Бенедикт XII одредио правило да најмање половина свих монаха мора да једе у рефекторијуму било којег датог дана, монаси су одговорили искључивањем из прорачуна болесних и оних позваних за опатов сто. Свеукупно, монах у Вестминстерској опатији крајем 15. века имао би дозвољено 1,02 kg (2,25 lb) хлеба по дану; 5 јаја по дану, осим петком и током Поста; 0,91 kg (2 lb) меса по дану, 4 дана у седмици (осим среде, петка и суботе), осим током Адвента и Поста; те 0,91 kg (2 lb) рибе дневно, 3 дана у седмици и сваки дан током Адвента и Поста. Ова калоријска структура делимично је утицала на статус високе класе касносредњовековних манастира у Енглеској, те делимично оног Вестминстерске опатије, који је био један од најбогатијих манастира у земљи; исхрана монаха у другим манастирима можда је била умеренија.
Свеукупни калоријски унос је предмет дебате. Једна типична процена је да је одраслом човеку-сељаку требало 2.900 Cal (12.000 kJ) по дану, а одраслој жени 2.150 Cal (9.000 kJ). И најниже и највише процене биле су предлагане. Они укључени у тешки физички рад, као и морнари/морепловци и војници, можда су конзумирали 3.500 Cal (15.000 kJ) или више по дану. Уноси код аристократа можда су достизали и до 4.000—5.000 Cal (17.000—21.000 kJ) по дану. Монаси су узимали 6.000 Cal (25.000 kJ) по дану током „нормалних” дана, а када су постили конзумирали су 4.500 Cal (19.000 kJ) по дану. Као последица ових превршавања мере у јелу и пићу, гојазност је била честа међу члановима виших класа. Монаси су поготово често оболевали од стања повезаних с гојазношћу (у неким случајевима) као што је артритис.